# トーマス・A・エジソン高等学校 (オレゴン州ビーバートン)
トーマス・A・エジソン高等学校（英: Thomas A. Edison High School）は、アメリカ合衆国オレゴン州ビーバートンにある、学習障害の生徒のための私立高等学校。ジェスイット高等学校のキャンパス内にある。
1973年に創立し、1990年から Northwest Association of Accredited Schools による認定を受けている。